# Groupe mobile de réserve
 (juin 2024).
Si vous disposez d'ouvrages ou d'articles de référence ou si vous connaissez des sites web de qualité traitant du thème abordé ici, merci de compléter l'article en donnant les références utiles à sa vérifiabilité et en les liant à la section « Notes et références ».
Pour les articles homonymes, voir GMR et Groupe mobile.
Les Groupes mobiles de réserve, souvent appelés GMR, étaient des unités de police organisées de façon paramilitaire, créées par le gouvernement de Vichy. Leur développement fut l'affaire privilégiée de René Bousquet, secrétaire général à la police, faisant fonction de directeur général de la Police nationale.
Les GMR sont une des conséquences de la loi du 23 avril 1941 portant création de la police nationale. Ils sont formellement créés par décrets des 13 mai, 6 et 7 juillet 1941. Les effectifs de départ étaient d'environ 6 900 hommes en septembre 1941, répartis en 31 GMR. Le 10 juin 1944, le dernier bilan effectué par le ministère de l'Intérieur du gouvernement de Vichy fait état d'un effectif théorique de 12 259 hommes répartis en 57 GMR et d'un effectif réel de 11 617 agents.

## Historique
Les GMR étaient conçus comme la préfiguration d'une nouvelle structure de police civile, devant être une force de maintien de l'ordre, organisée sur le modèle de la Garde Mobile, créée en 1921 au sein de la Gendarmerie et qui allait devenir en 1947 la Gendarmerie mobile. Appartenant à la police nationale, ils n'avaient donc pas le statut militaire, ce qui respectait les termes de la convention d'armistice du 22 juin 1940 fixée par les Allemands.

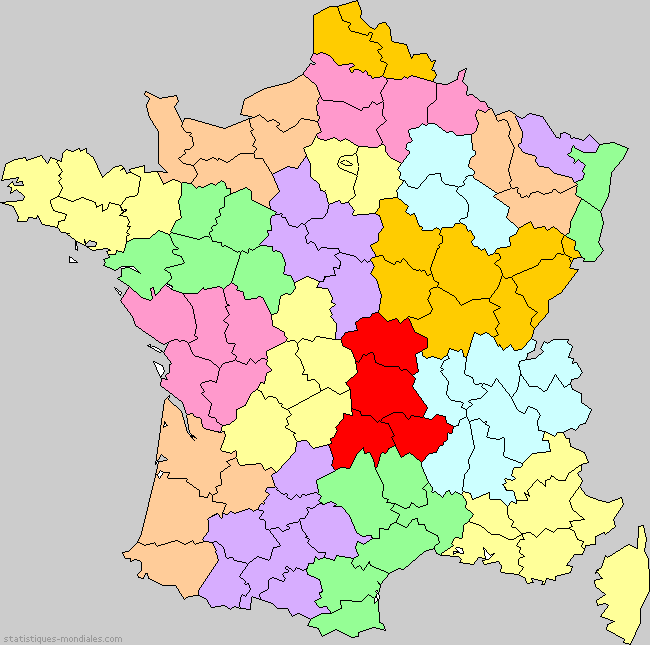
Préfectures régionales de l'État français de 1941.

Les effectifs de la Garde mobile ayant été réduits à 6 000 hommes avec ceux de l'armée (100 000 militaires) par la convention d'armistice du 22 juin 1940, la loi du 23 avril 1941, relative à la création de la police nationale (réunissant pour la première fois en France les unités de la Sûreté Nationale, réunissant en 1934 diverses unités de police et services de police civile, les polices municipales devenues étatisées pour toutes les villes de plus de 10 000 habitants et prévoyant les futurs GMR), pour faire face aux tâches du maintien de l'ordre, créa les GMR qui, par le décret du 7 juillet 1941, furent rattachés au service régional de la Sécurité publique, dirigé par un commissaire divisionnaire et dépendirent de l’« intendant régional de police », haut fonctionnaire à statut policier (institué par la loi du 19 avril 1941 et possédant le grade de contrôleur général de police), commandant des divers services régionaux de police dans la région où il a été nommé et pour chacune des 12 « régions », structures administratives (réunissant plusieurs départements) créées par le gouvernement de Vichy au cours du premier  trimestre de 1941. L'« intendant régional de police » était placé sous l'autorité du « préfet régional », grade et fonction créés par le gouvernement de Vichy en avril 1941.
Ces unités de police mobile sont constituées effectivement en zone non occupée à compter d'octobre 1941 et déployées ensuite dans toute la France occupée, avec l'autorisation des Allemands, après novembre 1942. Le gouvernement de Vichy crée pour commander spécifiquement ces unités de type militarisé deux grades supérieurs à celui de commandant (grade alors sommital pour les policiers en tenue) : celui de commandant principal, prévu pour commander au moins deux GMR et celui de commandant régional ou de groupement, destiné à être l'officier commandant les GMR dans l'une des régions, créées par le gouvernement de Vichy en 1941. Le commandant régional dépendait directement de l'Intendant régional de police, chef de toutes les unités en civil ou en tenue de la Police Nationale, mise en place à compter d'avril 1941. Il est à noter que ces deux grades ont été maintenus lors de la constitution des CRS en décembre 1944 et ont été également mis en place pour commander les grosses unités de policiers en tenue, au sein des corps urbains de police en province ou au sein de la Préfecture de Police de Paris. Ces deux grades n'existent plus depuis la réforme faite en 1977, les commandants principaux étant alors devenus commissaires et les commandants de groupement devenant alors commissaires principaux, alors deuxième grade du corps des commissaires de police.
La loi du 17 avril 1943 relative à l'organisation de la police nationale établit, au sein de l'administration centrale du Ministère de l'Intérieur, une direction des Groupes mobiles de réserve, et, à l’échelon des 20 « régions » créées en mars 1941 par le gouvernement de Vichy (12 en France non occupée et 8 en France sous occupation allemande) , des commandements régionaux des Groupes mobiles de réserve, qui sont commandés par des officiers supérieurs de police en tenue (commandants régionaux ou de groupement), aidés dans leurs tâches par des adjoints, commandants principaux de police.
Un GMR était commandé par un officier supérieur de la police en tenue, qui était un commandant de gardiens de la paix et devait avoir, en effectifs, deux cent vingt policiers au maximum, divisé en quatre sections commandées en principe par des officiers de paix ou par défaut par un brigadier-chef, chaque section subdivisée en quatre brigades, commandée par un brigadier .

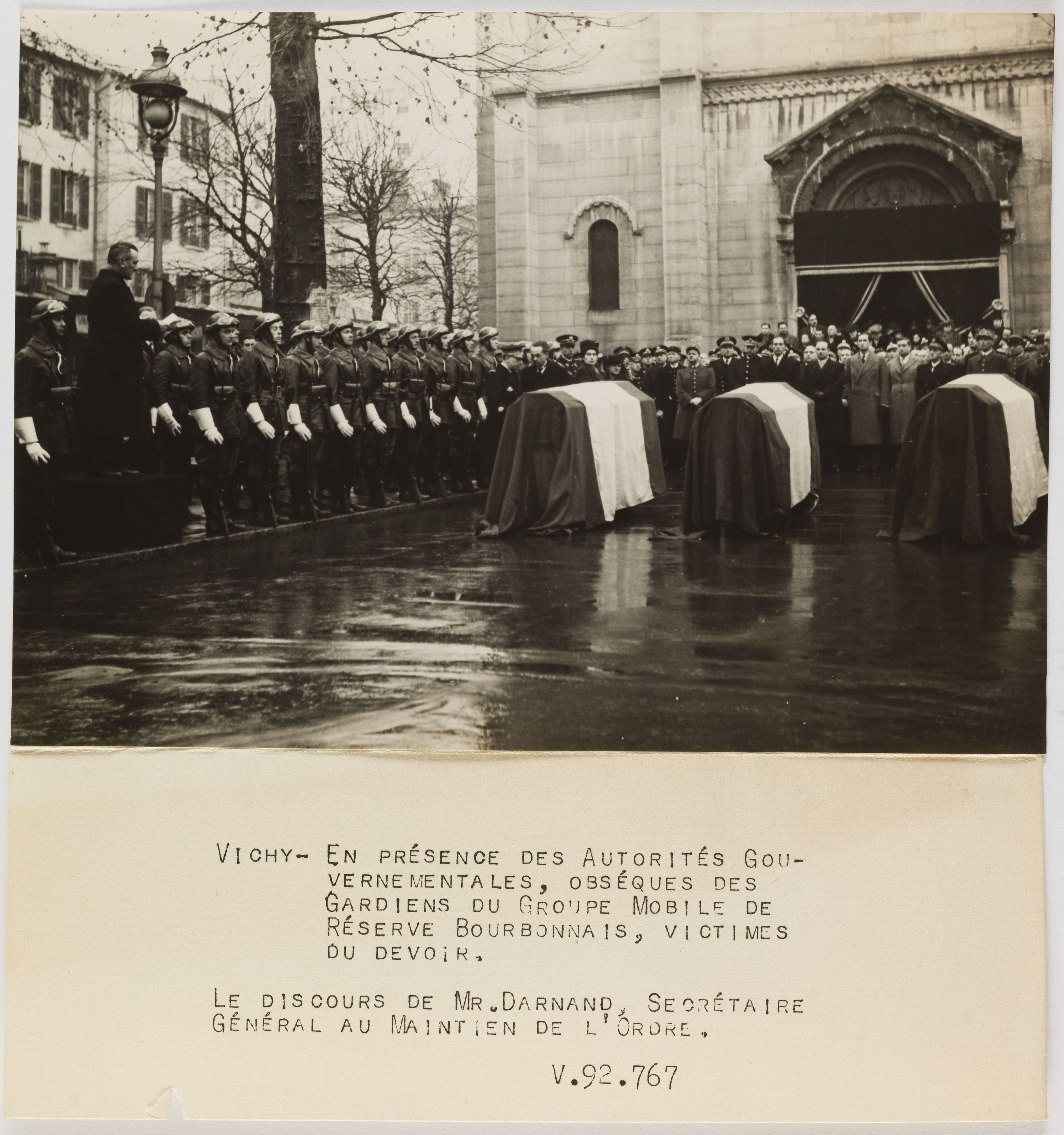
Discours de Joseph Darnand (secrétaire général au maintien de l'ordre) prononcé lors d'obsèques de gardiens du GMR « Bourbonnais » (Vichy, parvis de l’église Saint-Louis, le 2 février 1944).

Cette force civile de police mobile, prévue à l'origine pour maintenir l'ordre en milieu urbain, fut engagée, à partir de l'automne 1943, aux côtés des forces de répression allemandes, dans des opérations contre la Résistance. Les GMR sévirent notamment contre le maquis de Bergerac en Dordogne, dans le Massif central et participèrent comme force d'appoint aux Allemands, lors des  combats du plateau des Glières.
Lors des opérations contre le maquis du Vercors menés par les troupes allemandes, les GMR restèrent au pied du massif pour interdire les accès à cette zone de combat.
La responsabilité principale des actions militaires de grande ampleur contre les maquis revient à l'Armée allemande, avec une participation active de la Milice.
Le 29 février 1944, à Treignac, un accrochage entre GMR et maquisards de l'Armée secrète (AS), structure réunissant les groupes armés de la Résistance intérieure, fait plusieurs morts et blessés dans chaque camp.
Au contraire des gendarmes départementaux, les policiers faisant partie des GMR n'étaient pas recrutés dans la population locale et ne vivaient pas en son sein. Ils n'avaient donc pas de raison de rechercher le modus vivendi qui existait parfois entre les maquisards et les unités locales de la gendarmerie départementale. Autant qu'ont pu en juger témoins et historiens, les GMR n'ont pas montré leurs aptitudes à refuser les ordres du gouvernement de Vichy, pendant les campagnes de répression menées contre la Résistance intérieure par le gouvernement de Vichy en 1943 et en 1944. Toutefois, certains agents des GMR, après le débarquement des forces alliées le 6 juin 1944 en Normandie, se rallièrent aux unités armées des Forces françaises de l'intérieur (FFI), créées officiellement par le général de Gaulle en  février 1944 afin de rassembler toutes les groupements, structures et unités de la Résistance intérieure.
Après la Libération, le 7 décembre 1944, les GMR sont dissous  par décret du gouvernement provisoire de la République française.
Une grosse partie des effectifs, pour tous ceux qui n'avaient pas été considérés ou jugés comme collaborateurs et anti-résistants, constitua, avec des éléments issus des FFI, à compter du décret du 8 décembre 1944, les Compagnies républicaines de sécurité (CRS). La proportion d'anciens membres des GMR au sein des CRS  était de 63,66 % des effectifs des nouvelles compagnies, lors du recensement des CRS effectué le 15 juin 1945, soit 7 186 hommes.
Dans la zone spécifique de compétence du Commissariat de la République de  Marseille, les membres des Forces Républicaines de Sécurité, unités de police civile constituées uniquement d'anciens membres de la Résistance intérieure et créées par arrêté régional du 22 août 1944 par le Commissaire de la République, Raymond Aubrac, furent intégrés, s'ils le désiraient, dans les CRS, à compter de leur création, après décembre 1944.